# Chariesthes apicalis
Chariesthes apicalis är en skalbaggsart som först beskrevs av Louis Albert Péringuey 1885.  Chariesthes apicalis ingår i släktet Chariesthes och familjen långhorningar.
Artens utbredningsområde är:
- Malawi.
- Moçambique.
- Zimbabwe.

Inga underarter finns listade i Catalogue of Life.